# Vegas del Condado
Vegas del Condado é um município da Espanha na província de León, comunidade autónoma de Castela e Leão, de área 122,61 km² com população de 1399 habitantes (2007) e densidade populacional de 11,10 hab/km².

## Demografia
| Variação demográfica do município entre 1991 e 2004 | Variação demográfica do município entre 1991 e 2004 | Variação demográfica do município entre 1991 e 2004 | Variação demográfica do município entre 1991 e 2004 |
| --------------------------------------------------- | --------------------------------------------------- | --------------------------------------------------- | --------------------------------------------------- |
| 1991                                                | 1996                                                | 2001                                                | 2004                                                |
| 1628                                                | 1440                                                | 1379                                                | 1361                                                |